# Tre piger søger en millionær
Tre piger søger en millionær er en amerikansk film fra 1953 og den blev instrueret af Jean Negulesco.

## Medvirkende
- Marilyn Monroe som Pola Debevoise
- Betty Grable som Loco Dempsey
- Lauren Bacall som Schatze Page
- David Wayne som Freddie Denmark
- Rory Calhoun som Eben
- Cameron Mitchell som Tom Brookman
- Alexander D'Arcy som J. Stewart Merrill
- Fred Clark som Waldo Brewster
- William Powell som J.D. Hanley